# Ranstadt
Ranstadt är en kommun och ort i Wetteraukreis i Regierungsbezirk Darmstadt i förbundslandet Hessen i Tyskland. De tidigare kommunerna Bellmuth, Bobenhausen I, Dauernheim och Ober-Mockstadt uppgick i Ranstadt 1 oktober 1971.